# Morthen
Morthen – osada w Anglii, w hrabstwie South Yorkshire, w dystrykcie metropolitalnym Rotherham. Leży 12 km na wschód od miasta Sheffield i 224 km na północ od Londynu.